# Efraín Huerta
Efraín Huerta Romo (Silao, Guanajuato, 18 de junio de 1914-Ciudad de México, 3 de febrero de 1982) fue un poeta y periodista mexicano. Se dedicó a escribir poesía desde una edad temprana, aunque inicialmente pretendía recibirse como abogado; no obstante, cuando se publicó su primer libro de poesía, se dedicó a la escritura completamente. Como poeta, Huerta publicó con frecuencia desde 1930 hasta 1982. Como periodista colaboró con alrededor de cuarenta periódicos y revistas, algunos bajo su nombre y otros bajo sus seudónimos. Fue políticamente activo, y partidario de la República Española durante la Segunda Guerra Mundial. Fue fundador de la revista Taller. 
Toda su vida publicó aforismos y pequeñas líneas humorísticas y, en los años sesenta, creó una nueva forma poética a la que bautizó como "poemínimo”.

## Biografía
Efraín Huerta Romo, (registrado como Efrén cambió su nombre legalmente en su juventud), nació en Silao, Guanajuato, México, en 1914, durante la Revolución mexicana y los últimos meses de la dictadura militar del general Victoriano Huerta, la cual tuvo un fuerte impacto en su vida y en la de México durante el siglo XX. Fue el séptimo de los ocho hijos de José Merced Huerta (abogado y juez) y de Sara Romo. Tres de los hermanos de Efraín Huerta fallecieron durante la niñez.
Desde sus primeras publicaciones en la primaria en la ciudad de León, Guanajuato, firmó como Efraín Huerta, por influencia de sus hermanos mayores quienes le decían que Efraín era mucho más eufónico que Efrén, con su hermano Rogaciano, quien prefería llamarse Roberto, se cambiaron legalmente de nombre en la adolescencia.
La familia se mudó a Irapuato en 1917, donde sus padres se separaron. De ahí, Huerta, sus hermanos y su madre se trasladaron a León, y posteriormente, en 1925 a Querétaro. Su padre se quedó en Irapuato donde el poeta lo visitaba ocasionalmente durante su adolescencia. Huerta comenzó tarde la educación primaria en León, y fue a la secundaria en Querétaro (Colegio Civil del Estado), para después ingresar a la Academia de Bellas Artes. Durante su juventud, tuvo diferentes trabajos que incluían dibujar pósteres publicitarios. En su tiempo libre, era un apasionado jugador de fútbol, por lo que más tarde se convirtió en un fan del equipo mexicano Ciudad Atlante, del que nunca se perdió un partido.
Debido a que sus hermanos mayores debían ingresar la Facultad de Derecho, la familia se trasladó a la capital puesto que los enfrentamientos revolucionarios hacían muy peligroso el viaje a Guadalajara, donde tradicionalmente estudiaban los Huerta. Se mudaron al nuevo fraccionamiento de Peralvillo. Efraín, tenía un gran interés por el dibujo y quiso ingresar a la Academia de San Carlos, sin embargo, fue rechazado porque debía materias. En su lugar, entró a la Preparatoria Nacional en 1931, donde estudió bajo la tutela de Julio Torri y Agustín Loera y Chávez; entabló amistad con Rafael Solana y Carmen Toscano y conoció a Octavio Paz. Paz y Huerta forjaron una estrecha amistad durante sus juventudes, al compartir intereses sociales, políticos y literarios; no obstante en la edad adulta se separaron al divergir sus opiniones políticas. Huerta permaneció en la Ciudad de México por el resto de su vida, con residencia en diferentes colonias, tales como Tabacalera, El Periodista, Centro Histórico y Polanco.
En 1933, Huerta entró a la Universidad Autónoma de México para estudiar leyes, en la cual sólo permaneció por dos años.  Continuo escribiendo poesía a pesar de estudiar leyes, y cuando se publicó en 1935, su libro Absoluto amor (que dedicó a Adela María Salinas), dejó la escuela para dedicarse de lleno a la escritura.
En 1941, se casó con su primera esposa, Mireya Bravo Munguía, destacada feminista, a la cual conoció una década antes. Octavio Paz fue el padrino de bodas. Mireya aparece en su poesía bajo el nombre de "Andrea de Plata". La pareja tuvo tres hijos: Andrea Huerta Bravo (1943), Eugenia Huerta Bravo (1945) y David Huerta Bravo (1949-2022). Huerta fue un padre dedicado, aunque de acuerdo con el testimonio de sus hijas, no era fiel a su madre. Su hijo David, también se convirtió en un crítico y poeta, con un estilo muy diferente al de su padre.
Huerta se casó por segunda vez en 1958 con Thelma Nava, destacada poeta. Con ella, tuvo dos hijas más: Thelma Huerta Nava (1959) y Raquel Huerta Nava (1963). Quien es una destacada escritora e investigadora en historia. Con ellas, vivió en Polanco y recorrió ciudades como Morelia, Guanajuato y Querétaro buscando artesanías mexicanas.
En 1973, Efraín Huerta fue diagnosticado con cáncer de laringe; removieron el órgano y así logró sobrevivir al cáncer, que lo dejó sin voz, haciendo necesario que tomara rehabilitación foniátrica con la Dra. Paz Berruecos, para aprender a hablar de nuevo. Murió el 3 de febrero de 1982 en la Ciudad de México a causa de una insuficiencia renal. Fue sepultado en Xochitepec a la de edad de 67 años.

## Poesía
Huerta es considerablemente conocido por su poesía, que inició en sus tiempos de estudiante. Su primera publicación fue el poema titulado "El Bajío", que apareció en el periódico local llamado La Lucha. Su primer libro fue Absoluto amor, publicado en 1935, del cual sólo quedan pocas copias. El éxito del libro convenció a Huerta de dedicarse completamente a la poesía, a la política y al periodismo.
La primera publicación que tuvo un reconocimiento generalizado fue Los hombres del alba (1944). En este libro, la Ciudad de México hace su aparición como tema por primera vez. Posteriormente publicó Línea del alba (1946), el cual contiene temas similares y una compilación de poemas anteriormente publicado en revistas como Taller.
En 1950 dio a conocer un pequeño volumen con seis poemas llamados La rosa primitiva, que fue virtualmente ignorado por los críticos de su tiempos. El Tajín (1935) también forma parte de su trabajo importante, su nombre viene de la zona arqueológica del Tajín, que se encuentra en el norte de Veracruz. En 1956 publicó los Poemas del viaje, inspirado de sus viajes a Estados Unidos, la Unión Soviética y Europa del Este, habla de sus observaciones políticas y sociales; también contiene algunos poemas de su hijo David, los cuales fueron escritos durante su estancia en Checoslovaquia. En el transcurso de ese año, se publicó Estella en alto, la cual es una mezcla de poemas de amor y tópicos políticos.
Sus escritos más recientes incluyen: Poemas prohibidos y de amor (1973) y Trama poética (1980), que es una antología de sus trabajos previos no publicados. Además de Estampida de poemínimos (1981) y Amor patria mía (1981).

### Estilo
Su estilo tiene influencia de Juan Ramón Jiménez, la Generación del 27, los Contemporáneos y Pablo Neruda. Se convirtió en miembro del Taller Generación en México, junto con Octavio Paz, Rafael Solana, Salvador Toscano, entre otros; cuya característica más prominente era la repudia hacia el lirismo subjetivo y estético, que era cambiado por la idea de solidaridad universal. También esta generación es conocida por su militancia poética y política. Su trabajo puede leerse como una continuidad de la filosofía de Whitman con su rebelde inconformidad y vitalidad, pero con un lirismo anti-retórico.
Gracias a sus años en la escuela de leyes, su trabajo se impregnó de la lógica y la dicción de este campo; no obstante, con el tiempo, Huerta abandonaría los formatos de su juventud para reformar su estilo completamente. Al hacerlo, difirió y fue reacio al romanticismo y simbolismo de su época. Privilegió el uso de las analogías y el realismo coloquial, que deriva de la influencia de José Emilio Pacheco; esto convierte a su estilo en algo mucho menos académico y mucho más coloquial, que podría definirse como un anti-poema.
En su última fase de producción, Huerta desarrolló una nueva tendencia: los poemínimos, los cuales son pequeños versos juguetones, donde se exploran tópicos con humor, ironía, cinismo y sarcasmo inspirados en el habla popular. Su primera aparición fue en la revista Comunidad y en La Cultura de México. Se considera que los poemínimos son la parte más memorable de la bibliografía de Huerta, e incluso se les considera una parte importante de la literatura mexicana.

### Temas
Entre sus temas recurrentes se encuentra el concepto del alba (con la idea de la claridad traída de la pálida luz del amanecer), la política y las cuestiones sociales, ambas marcadas por su militancia, guerras y otros conflictos que ocurrieron a lo largo de su vida. Como ejemplo, están los Poemas de guerra y esperanza (1943) y Los hombres del alba (1944), en los cuales se relata la guerra civil española y la Segunda Guerra Mundial respectivamente. Asimismo, su trabajo gira en torno a la condena del imperialismo y el capitalismo como se ve reflejado en Stalingrado en pie (1942) y Canto a la paz soviética (1947). En sus últimos trabajos, la Ciudad de México también toma un carácter importante en su literatura.
Existen cuatro temas fundamentales en la poesía de Efraín Huerta: amor, política, ciudad y asolamiento. Así, por ejemplo, en “Los hombres de Alba” el tema fundamental es la ciudad; en esta poesía es evidente la conciencia política, el acercamiento a la ciudad y la vocación urbana del poeta. En “Buenos días a Diana Cazadora” trata el tema del amor a la Ciudad de México y a la figura femenina. “Avenida Juárez” es un canto elegiaco a la corrupción.
David Huerta define a Efraín Huerta como un poeta del amor. Para Efraín el amor tenía múltiples expresiones, amaba su país, la literatura, la libertad, el respeto, a su familia, la feminidad, la palabra y la experiencia del amor tenía que ver con la mujer.

### Contribución de su poesía
Efraín Huerta —“El gran Cocodrilo” como lo llamaban sus amigos—, fue un escritor que sobresalió de su generación por su sana conciencia lírica, por su apasionado interés por la redención del hombre y por nuevas normas de vida y justicia. Contribuyó con la desmitificación de la poesía, tal como Sabines, la revistió de sencillez y fuerza, al mismo tiempo que la rescató de la enajenación elitista y desesperanzada.
La obra de Huerta ha prohijado una vasta descendencia —lo dice David Huerta partiendo de una opinión de José Emilio Pacheco— que incluye “toda una ancha corriente de poesía mexicana, la única desde luego, y en ocasiones tampoco la más valiosa”. Entre los seguidores de Los Libros del alba destacan, a su manera: Jaime Reyes (su poema, “los derrotados”, en especial), Max Rojas y su libro El turno del aullante, algunos poemas del veracruzano Orlando Guillén, un conjunto de poemas de los poetas infrarealistas —Mario Santiago, Darío Galicia, el chileno Roberto Bolaño, entre otros—, y recientemente Carlos Bautista y Eduardo Garduño.

### Crítica de su obra
De acuerdo con Christopher Domínguez la producción de Huerta corresponde a una poesía a la que el lector se regresa con cariño, ya sea buscando en él al bardo blasfemo de una Ciudad de México desaparecida, ya recurriendo al tierno y vehemente autor elegiaco o en calidad de su escucha reincidente a los poemínimos, que se sobreviven y se renuevan como fuegos de artificio en la bóveda verbal de la lengua. Para el crítico, se trata de un escritor preocupado por enriquecer su propio acervo por medio de una tradición lírica castellana que dominaba, exaltando siempre las libertades vernáculas así como las intimidades colectivas de la vida mexicana.

Octavio Paz se refiere al compromiso político de Huerta —el cual se conjuga con la temática del amor y su vocación poética— en su prólogo a la antología Poesía en movimiento de 1966:
Los poetas de este grupo (Taller) intentaron reunir en una sola corriente poesía, erotismo y rebelión. Dijeron: la poesía entra en acción. Su tentativa fue distinta a la de los "estridentistas" que unos años antes se habían servido de la Revolución como de otro elemento (sonoro) más, en su estética de timbre eléctrico y martillazo. El grupo también se opuso a los secuaces del "realismo socialista", que en esos días comenzaba su domesticación del espíritu creador.
De acuerdo con María del Carmen Millán, el grupo de la revista Taller opuso su actitud revolucionaria, interesada por los problemas sociales frente a la posición esteticista de los Contemporáneos cuyos integrantes (Carlos Pellicer, Jaime Torres Bodet, Xavier Villaurrutia, José Gorostiza, etc.) quisieron poner en circulación a México con lo universal.
David Huerta ha destacado la labor de dos de sus estudiosos, según dice, a menudo poco conocidos en la faceta de la crítica literaria: el filólogo Antonio Alatorre y el poeta Luis Vicente de Aguinaga, ambos originarios de Jalisco. El primero reseñó la obra de Los hombres del alba en la revista Pan de Guadalajara, publicación que dirigiera y editara ahí mismo, junto con Juan José Arreola. Luis Vicente, por su parte, se ocupó del poema intitulado “Verdaderamente”, uno de los más leídos y citados del autor, en un libro de ensayos colectivo que lleva por nombre Efraín Huerta. El alba en llamas, cuya finalidad fue examinar la obra del escritor a manera de homenaje de poetas y escritores jóvenes, estudioso de su obra.
Por su parte, Carlos Montemayor considera que los poemas urbanos o de desastre de Efraín Huerta son políticamente superiores a sus poemas “especialmente” políticos, porque son reales, directos, sensoriales, con una intensa emoción del descubrimiento humano; los otros son abstractos, retóricos, alejados de la sangre; la vocación por la realidad, aun en Efraín Huerta, es más intensa y esencial que por las doctrinas. “Los perros del Alba” son más reales que “Los perros de Dios”; “Declaración de odio” que “Descubrimiento de Moscú.

## Periodismo y otras actividades literarias
Huerta comenzó su carrera periodística en 1936.5 A partir de esta fecha, colaboró con más de cincuenta periódicos y revistas de México y otros países
En 'El Nacional y después semanalmente en El Fígaro, hizo crítica de teatro y cine, a los cuales se les sumarían posteriormente los reportajes de investigación e innumerables columnas de cine, política, temas sociales, urbanismo, crónica, literatura e incluso deportes. También realizó otras publicaciones bajo distintos seudónimos, como Filmito Rueda, Fósforo, El Periquillo, El Hombre de la Esquina, Juan Ruiz, Damocles, y Juanito Pegafuerte entre otros.
En 1938 se inicia la revista Taller, la cual se publicó hasta 1941. Los responsables al principio fueron: Octavio Paz, Rafael Solana, Efraín Huerta y Alberto Quintero Álvarez. Solana dirigió los primeros cuatro números y Paz, los ocho restantes. A fines de 1937 Solana propuso a los integrantes ampliar la revista. Después, Taller incluyó cuentos, ensayos y críticas configurados en torno a la frase que aparece en el primer número: “La libertad es la única forma de fatalidad que el hombre soporta y resiste.
En 1947, Huerta colaboró con la revista semanal El Fígaro. También, por la misma fecha, realizó Close up de nuestro cine, sección de la Revista Mexicana de Cultura, parte a su vez del El Nacional donde escribió crítica sobre cine mexicano. Una parte de sus textos se publicaron después en Close up I y Close up II (2010) .
Durante la década de los cincuenta también colaboró en la célebre revista Cinema Reporter, en cuyas páginas dejó testimonios tanto de admiración o mordacidad  que le producían las estrellas de cine del momento. Como ejemplo basta citar el de Rosa Carmina a quien calificaba "de monumental y partenónica" mientras a  Elsa Aguirre la definía como "la María Félix de los pobres".
En 1951 fue director de la revista cultural Intercambio del Instituto de Intercambio Mexicano-Ruso. y entre 1957 y 1961 editó losCuadernos del Cocodrilo pequeñas plaquetas de poesía amorosa, como obsequio para sus amigos.
Miembro fundador de Pecime. Fue uno de los grandes periodistas cinematográficos de nuestro país.

## Actividades políticas
Las actividades políticas de Huerta comenzaron cuando se unió al Gran Partido Socialista de Querétaro Central en 1929. Después formó parte de la Federación de Estudiantes Revolucionarios (FER) y la federación Juvenil Comunista (FJC) en 1935, donde conoció a José Revueltas, garantizando su entrada al Partido Comunista Mexicano en 1936, este fue su periodo más belicoso sin embargo, el partido entró en crisis cuando se dividió en dos facetas: la que apoyaba a Trotski y la que a seguía a Stalin. Gracias a esta eventualidad, los artista e intelectuales como Efraín Huerta, fueron expulsados del partido. No obstante, Huerta continuó siendo fiel seguidor de Stalin y el comunismo durante toda su vida, aun sabiendo las atrocidades del régimen ruso.
Sus actividades políticas incluían escribir poesía y viajar. En 1951 fue nombrado secretario general del Consejo Nacional de Partidarios de la Paz. Durante su cargo, viajó a la Unión Soviética, Chechoslovaquia y Hungría. Al término de la Revolución Cubana, visitó Cuba dos veces, una en 1967 y otra en 1968, como demostración del apoyo y simpatía por el nuevo régimen. Esto, le causó que le negaran la visa estadounidense en 1936. Asimismo, obtuvo su destierro de Brasil bajo pena de muerte, en 1966, al respaldar a los sandinistas en Nicaragua.
Sin embargo, en contraste con sus anteriores protestas ante los regímenes opresores, se mantuvo callado ante la Matanza de Tlatelolco en 1968. De acuerdo con su la versión de su hija, Raquel Huerta Nava, se debió al inmenso dolor que le causó. No obstante, tuvo fuertes opiniones en contra de Gustavo Díaz Ordaz, presidente de México en aquella época.

## Reconocimiento
En 1949 el Gobierno de Francia le otorgó las Palmas Académicas, gracias a su trabajo como escritor y periodista. En 1956 recibió el Premio de la Paz Stalin. El muralista Diego Rivera incluyó su imagen en el mural Pesadilla de guerra y sueño de paz (1952), del cual se desconoce su paradero.
En los años 70 recibió distintos premios en México en reconocimiento al trabajo de su vida. Entre los premios se encuentran: el premio Xavier Villarrutia (1975), el Premio de Poesía Nacional (1976) y el Premio de Periodismo Nacional (1978) . Recibió el premio Quetzalcóatl de plata, otorgado por el Programa Cultural Poesía en Chapultepec del gobierno del Distrito Federal (1977) y el Premio de Periodismo Nacional (1978). En 1978 fue jurado del Premio Casa de las Américas en La Habana, Cuba, donde se le hizo un homenaje. A su muerte el Instituto Nacional de Bellas Artes y la UNAM le rindieron sendos homenajes.
Después de su muerte, su biblioteca y sus archivos personales fueron adquiridos por el gobierno y puestos en la casa del poeta Ramón López Velarde y la librería de Salvador Novo, su librería y objetos quedan como exhibición desde 1988. Y en 1988 el Fondo de Cultura Económica publicó la primera edición de Poesía completa.
El interés hacia el trabajo de Huerta fue en picada tras su muerte, hasta que en el 2010 resurgió como uno de los poetas más leídos de México. El centenario del poeta fue celebrado en México en el 2014 en el Festival Internacional Cervantino y en la Feria Internacional del Libro en Guadalajara.
En 2014, en coincidencia con el centenario de su nacimiento, se inauguró un monumento dedicado a Efraín Huerta en la Ciudad de México.

## Publicaciones
- 1935 - Absoluto amor
- 1936 - Línea del alba
- 1944 - Los hombres del alba
- 1943 - Poemas de guerra y esperanza
- 1950 - La rosa primitiva
- 1951 - Poesía
- 1953 - Poemas de viaje
- 1956 - Estrella en alto y nuevos poemas
- 1957 - Para gozar tu paz
- 1959 - ¡Mi país, oh mi país!
- 1959 - Elegía de la policía montada
- 1961 - Farsa trágica del presidente que quería una isla
- 1962 - La raíz amarga
- 1963 - El Tajín
- 1973 - Poemas prohibidos y de amor
- 1974 - Los eróticos y otros poemas
- 1980 - Estampida de poemínimos
- 1980 - Transa poética
- 1985 - Dispersión total

### Ensayos y prólogos[28]
- Prólogo a Florecillas Silvestres de María Antonieta Muñiz (1948)
- Maiakovsky, poeta del futuro (1956)
- La causa agraria (1959)
- “Explicaciones” en Poemas prohibidos y de amor (1973)
- Prólogo a Trece tiempos de Eros de Roberto López Moreno (1980)
- Prólogo a No olvides en tu sueño pensar que eres feliz, de Juan Manuel de la Mora (s.a.)
- Prólogo a Memorias de Hospital de Margarita Paz Paredes (1983)

## Premio Efraín Huerta
El Premio Nacional Efraín Huerta de Tampico se estableció (gracias a Rafael Ramírez, con el apoyo de Víctor Palacios) en 1982 en los géneros de cuento y poesía como una forma de brindar un homenaje al escritor de Los hombres del Alba, pero también para impulsar la escritura de los jóvenes escritores. En sus inicios, el Premio distinguía tres lugares e incluía menciones; con el tiempo quedó sólo un galardón sin menciones honoríficas a los libros a que fueran sometidos a concurso nuevamente. Con frecuencia, los autores galardonados recibían la invitación para formar parte del jurado al año siguiente.  Con respecto al Premio apunta Raquel Huerta Nava:
Fue una forma de hacer de Tampico la patria adoptiva de Efraín Huerta y a la vez declararlo su hijo ilustre, pues al celebrarse cada año el concurso, sería un homenaje constante a Huerta, a quien admiraba por el legado de habernos dejado una de las obras poéticas más importantes escritas en nuestro país.
Para conmemorar los 25 años del Premio Nacional de Literatura Efraín Huerta, llevada a cabo en la sala Manuel M. Ponce del Palacio de Bellas Artes se presentaron dos antologías, una de cuento y otra de poesía. El de poesía incluye obras de poetas como José Mansilla, Luis Girarte, Herminio Martínez, Rosy Palau, Mariano Flores Castro, Gerardo Beltrán, entre otros; en tanto que el de poesía reúne cuentos como “Teresa así (una crónica rosa)” de Arturo Castillo Alva; “Yo lo quería más” de Víctor Rejón; “La breve complicidad del deseo de Enzia Verduchi, por citar algunos. Ambos volúmenes editados bajo el sello de Porrúa.

## Opiniones de contemporáneos
- Octavio Paz: «Poeta apasionado e irónico, al amigo un poco silencioso y afable. En su trato Efraín era cortés y discreto, como buen mexicano. La violencia de algunos de sus poemas y epigramas contrastaba con su finura personal».
- José Emilio Pacheco: «Huerta es de aquellos poetas para quienes los demás existen. Su poesía está llena de gente. No le da vergüenza hablar de sus prójimos más próximos, sobre todo sus hijas y su hijo».